# エリク・スヴィアチェンコ
エリク・セルジヨヴィッチ・スヴィアチェンコ（デンマーク語: Erik Sergiyovych Sviatchenko、ウクライナ語: Ерік Сергійович Святченко、1991年10月4日 - ）は、デンマーク・中央ユラン地域ヴィボー出身のサッカー選手。元デンマーク代表。MLS・ヒューストン・ダイナモ所属。ポジションはDF。

## クラブ歴

### ミッティラン
ユース年代ではFCミッティランで主将を務め、U-19リーグを制覇。2009年にアカデミー最優秀選手を受章。トップチーム昇格後はレギュラーとして活躍したが、十字靭帯を負傷したために2011年5月のデンマーク・カップ決勝を欠場した。2012年1月に復帰。2013-14シーズンに先立って副主将に就任した。2014-15シーズンにタイトルを獲得し、UEFAヨーロッパリーグ 2015-16に出場した。

### セルティック
2016年1月16日にセルティックFCに150万ポンドで移籍するためメディカルチェックを受けていると報じられた。翌日に4年半契約で加入する事が発表された。2016-17シーズンはトレブル達成に貢献した。しかしUEFAチャンピオンズリーグ 2017-18 予選のローゼンボリBK戦で膝の靭帯を負傷、3ヶ月の離脱を余儀なくされた。

### ミッティラン復帰
2018年1月に半年の期限付き移籍でミッティランに復帰。5月27日に100万ポンドでミッティランに完全移籍した。
2019-20シーズンにはデンマーク・スーペルリーガのプレイヤー・オブ・ザ・イヤーを受賞し、クラブ歴代2位となる325試合に出場してチームを去った。

### ヒューストン
2023年3月25日、メジャーリーグサッカーのヒューストン・ダイナモに移籍した。

## 代表歴
年代別代表ではデンマーク代表を選択。U-21代表が自国開催のUEFA U-21欧州選手権2011に出場したが、彼自身は十字靭帯損傷のため出場出来なかった。
ウクライナ代表としての出場も可能であったが、2015年3月25日にダニエル・アッゲルとヨレス・オコレが負傷した代理としてデンマーク代表に選出、アメリカ合衆国代表戦にシモン・ケアーとのコンビで出場し、代表初出場。10月11日のフランス代表戦で初得点。

### 代表での成績
| デンマーク代表 | 国際Aマッチ | 国際Aマッチ |
| 年             | 出場        | 得点        |
| -------------- | ----------- | ----------- |
| 2015           | 4           | 1           |
| 2016           | 1           | 0           |
| 通算           | 5           | 1           |

### 代表での得点
| #  | 開催日         | 開催地                 | 対戦国   | スコア | 結果 | 試合概要 |
| -- | -------------- | ---------------------- | -------- | ------ | ---- | -------- |
| 1. | 2015年10月12日 | パルケン・スタディオン | フランス | 1–2    | 1-2  | 親善試合 |

## タイトル

### クラブ
ミッティラン
- デンマーク・スーペルリーガ : 3回（2014-15, 2017-18, 2019-20)
- デンマーク・カップ : 2回（2018-19, 2021-22)

セルティック
- スコティッシュ・プレミアシップ : 3回（2015-16, 2016-17, 2017-18)
- スコティッシュカップ : 1回（2016-17）
- スコティッシュリーグカップ : 2回（2016-17, 2017-18）

## 家族
- 父はウクライナ人で母はデンマーク人[11]。
- 妻のアンネ・ルドモゼもデンマーク代表のサッカー選手[12][13]。ルドモゼは2016年2月、1ヶ月前にセルティックに移籍したスヴィアチェンコについていくようにセルティックLFCに加入した[12]。